# Vignale Monferrato
Vignale Monferrato est une commune italienne de la province d'Alexandrie, dans la région Piémont.

## Économie
Les vignobles de Vignale Monferrato sont autorisés dans les vins DOC Grignolino del Monferrato Casalese et Malvasia di Casorzo d'Asti.

## Administration
| Période                                  | Période | Identité | Étiquette | Qualité |
| ---------------------------------------- | ------- | -------- | --------- | ------- |
|                                          |         |          |           |         |
| Les données manquantes sont à compléter. |         |          |           |         |

### Hameaux
San Lorenzo, Mogliano, Fons Salera

### Communes limitrophes
Altavilla Monferrato, Camagna Monferrato, Casorzo, Frassinello Monferrato, Fubine, Lu e Cuccaro Monferrato, Olivola.